# Reggio nell’Emilia
Reggio nell’Emiliaⓘ (wym. [ˈrɛʤʤo ˈnɛll eˈmilja], mniej oficjalnie: Reggio Emilia) – miasto i gmina w północnych Włoszech, w regionie Emilia-Romania, na Nizinie Padańskiej, główny ośrodek administracyjny i siedziba władz prowincji Reggio Emilia.

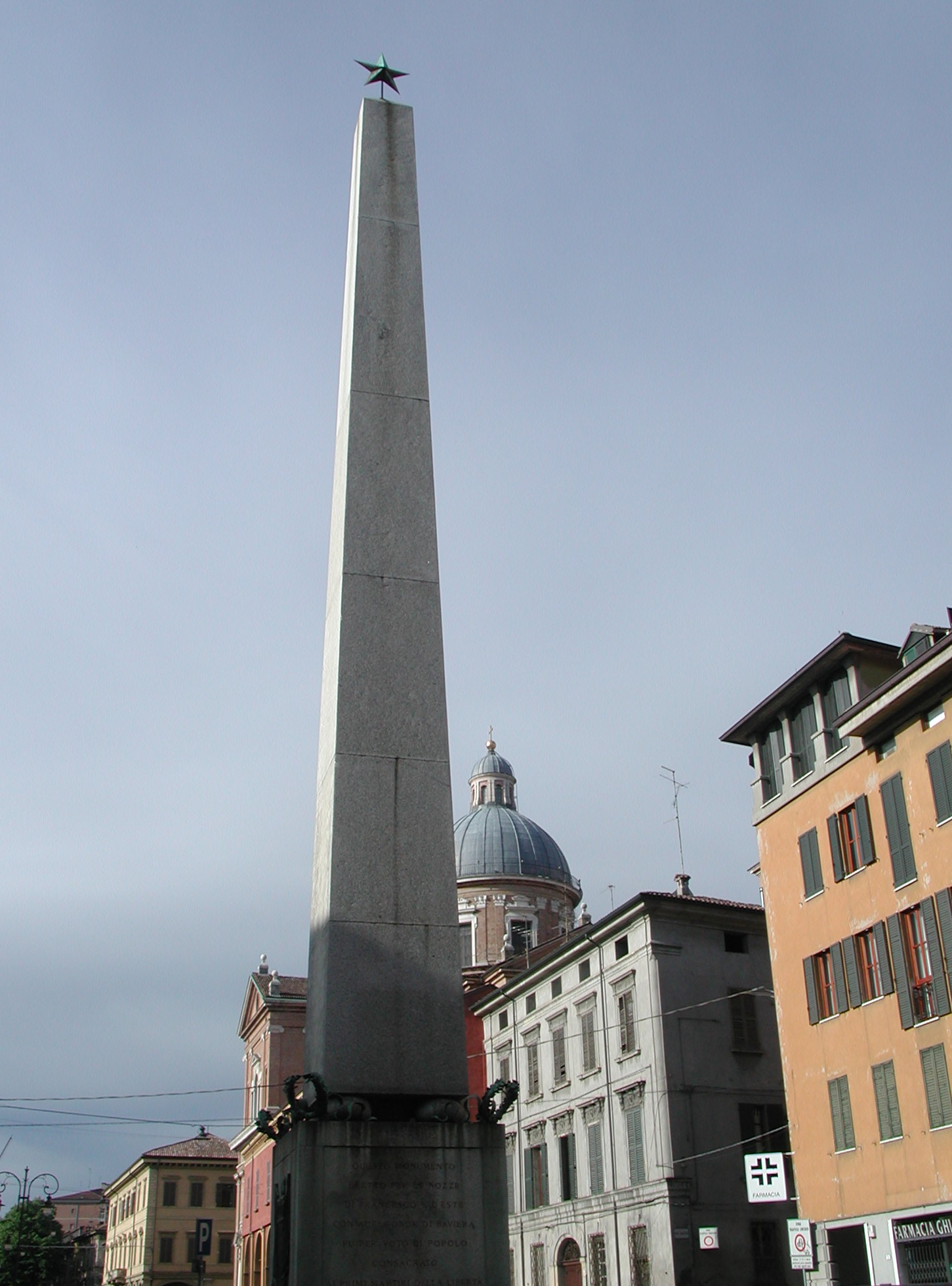
Obelisk

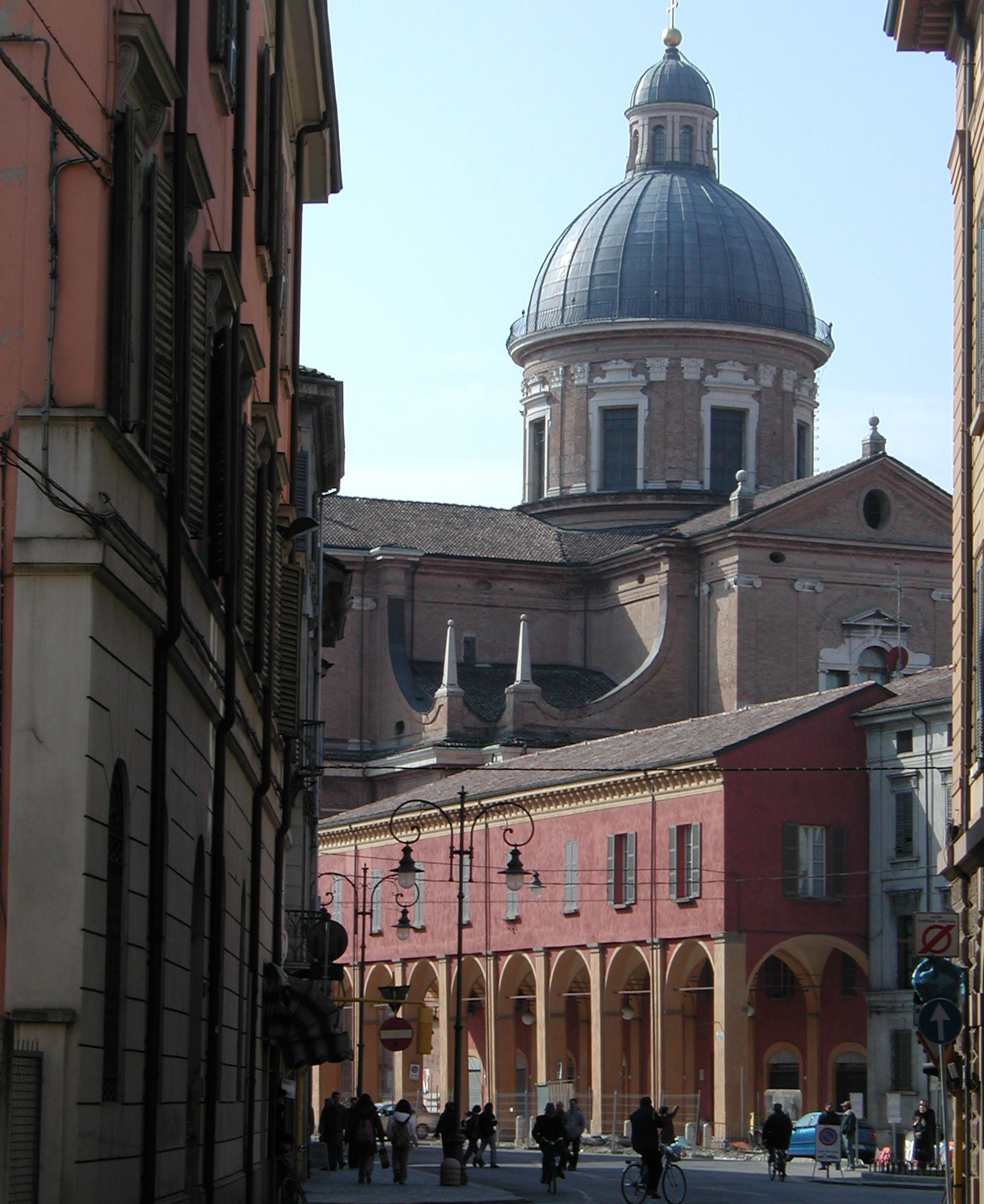
Kościół Madonna della Ghiara

Według danych na 1 czerwca 2023 gminę zamieszkiwało 169 575 osób.
Nazywane „Miastem trzech kolorów” (Città del tricolore), od kolorów włoskiej flagi, która po raz pierwszy została eksponowana w Reggio Emilia w 1797. Od 1958 w Reggio nell’Emilia rozgrywany jest międzynarodowy turniej szachowy. Urodzili się tam renesansowy poeta Ludovico Ariosto oraz włoski wokalista Zucchero.

## Zabytki
- Katedra z IX-XII wieku
- kościół Madonna della Ghiara (XVI w.)
- kościół San Giorgio
- Basilica di San Prospero (XVI–XVII w.)
- pałac del Capitano (XIII w.)
- pałac Busetti (XVII w.)
- Teatro Municipale "Romolo Valli"

## Polskie ślady
W 1797 w tym mieście kwaterował Jan Henryk Dąbrowski wraz ze swymi legionistami, a w lipcu 1797 Józef Wybicki napisał tutaj słowa do Mazurka Dąbrowskiego, który z czasem stał się hymnem Polski. Również w Reggio pieśń ta została pierwszy raz wykonana publicznie.

## Współpraca międzynarodowa
- Bydgoszcz, Polska
- Fort Worth, Stany Zjednoczone
- Girona, Hiszpania
- Kragujevac, Serbia
- Schwerin, Niemcy
- Zadar, Chorwacja